# Пор-д’Анво
Пор-д’Анво́ (фр. Port-d’Envaux) — коммуна во Франции, находится в регионе Пуату — Шаранта. Департамент коммуны — Приморская Шаранта. Входит в состав кантона Сен-Поршер. Округ коммуны — Сент.
Код INSEE коммуны — 17285.

## Население
Население коммуны на 2010 год составляло 1102 человека.
| 1962 | 1968 | 1975 | 1982 | 1990 | 1999 | 2010 |
| ---- | ---- | ---- | ---- | ---- | ---- | ---- |
| 928  | 1029 | 905  | 1003 | 1028 | 991  | 1102 |